# Nationale Unie der Kruisboogschutters van België
De Nationale Unie der Kruisboogschutters van België (NUKB), in het Frans Union Nationale des Arbalétriers de Belgique (UNAB), is een Belgische sportfederatie voor kruisboogschutters.

## Structuur
De organisatie is gehuisvest in de Sint-Gisleinsstraat te Brussel. Co-voorzitters zijn Jacques Delvaux en Stefaan Vandooren. De NUKB telt twee regionale vleugels, met name de Landelijke Unie der Kruisboogschutters (LUK) in het Vlaams en Brussels Hoofdstedelijk Gewest en de Union Régionale des Arbalétriers (URA) in Waals Gewest. Op haar beurt is de NUKB aangesloten bij de Internationale Armbrustschützen Union (IAU) voor de disciplines 'match' en 'trophy' en bij World Crossbow Shooting Association (WCSA) voor het onderdeel 'field'.